# 東道西機
東道西機（tongdo sŏgi），有时也作東道西器，是近代朝鲜一种思想观念，最初由朴珪壽提出，主张维持东方的道德观念的同时，利用现代西方的科学技术，类似于中国洋务运动时期的中体西用和日本明治维新时期的和魂洋才。